# گامبیت
گامبیت (به انگلیسی: Gambit) با نام اصلی رِمی اِتین لُبو، یک شخصیت خیالی ابرقهرمان در کتاب‌های کامیک منتشر شده توسط مارول کامیکس است، که اغلب با گروه مردان ایکس مرتبط است. شخصیت گامبیت توسط نویسنده کریس کلیرمونت و طراح جیم لی خلق شده است که برای اولین بار در شمارهٔ ۱۴ از مجموعه کمیک مردان-ایکس غیرطبیعی سالیانه (ژوئیه ۱۹۹۰) حضور پیدا کرد. او عضو یکی از زیرشاخه‌های بشریت با نام جهش‌یافته‌ها به شمار می‌رود که با توانایی‌های ابرانسانی شامل ایجاد، کنترل و دستکاری ذهنی انرژی جنبشی به دنیا آمده است. او همچنین دانش و مهارت بالایی در پرتاب کارت، هنرهای رزمی و استفاده از سلاح چوبی بو دارد.
تیلور کیچ در فیلم خاستگاه مردان ایکس: ولورین (۲۰۰۹) به کارگردانی گوین هود، وظیفه بازی در این نقش را بر عهده داشت. چنینگ تیتوم نیز قرار است به ایفای نقش شخصیت گامبیت در فیلم رو به اکران و مختص به این شخصیت بپردازد.

## توضیحات
گامبیت هنگامی که در بیمارستانی بستری بود دزدیده شد تا به عنوان دزد پرورش یابد. پس مدتی که تبدیل به دزدی ماهر می‌شود به نیروی خود پی برده ولی چون توانایی کنترل آن را نداشته توسط مستر سینیستر از نیروی خود اندکی می‌کاهد. هنگامی که عضو گروه تیم مردان ایکس شد تعداد معدودی از آن‌ها به او اعتماد کردند.